# Sei Sigma
La denominazione Sei Sigma (dal termine statistico in lingua inglese Six Sigma) indica un programma di gestione della qualità basato sul controllo dello scarto quadratico medio (indicato con la lettera greca sigma) che ha lo scopo di portare la qualità di un prodotto o di un servizio a un determinato livello, particolarmente favorevole per il consumatore.
Introdotto per la prima volta dalla Motorola nella seconda metà degli anni ottanta da Bob Galvin e Bill Smith, si diffuse ad altre importanti compagnie, come General Electric, Toyota, Honeywell e Microsoft.
L'obiettivo del metodo è di raggiungere un tale controllo del processo da avere soltanto 3,4 parti difettose per milione, il che porta a limiti molto restrittivi sulla variabilità del processo produttivo. 
Tale variabilità viene a essere così ristretta che, inizialmente, l'opinione comune era che fosse impossibile da raggiungere – e molti ritenevano che solo una strategia tre sigma potesse essere accettabile. Tuttavia, alcune industrie hanno dimostrato che un simile obiettivo è raggiungibile. La metodologia Sei Sigma mira all'eliminazione dei difetti e degli sprechi piuttosto che al semplice miglioramento della prestazione media. Questo garantisce un impatto diretto sul cliente, inteso come fruitore del processo o prodotto. Questo segna un progresso rispetto a un modo di pensare ampiamente diffuso prima dell'introduzione del metodo, come chiarito dal seguente esempio.

## Esempio

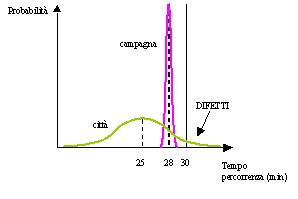

Un impiegato esce di casa tutti i giorni alle 8:00 e deve entrare al lavoro alle 8:30. Per raggiungere l'ufficio in auto ha due possibilità: attraversare la città, o seguire un percorso di campagna, più lungo ma meno trafficato. Per decidere quale sia il percorso più conveniente, misura il tempo di percorrenza più volte su entrambi i percorsi e trova che attraversando la città impiega mediamente 25 minuti, mentre per il percorso in campagna occorrono in media 28 minuti. Quale percorso gli conviene seguire?
- Risposta naïve: l'uomo dovrebbe scegliere il percorso cittadino, che in media è più veloce.
- Risposta Sei Sigma: la media non è un indicatore significativo per questo studio. Infatti l'impiegato è penalizzato quando arriva in ritardo, ma non ha alcun beneficio quando arriva in anticipo. L'uomo definirebbe come difettosi i percorsi che richiedono più di 30 minuti di viaggio. Quindi si deve analizzare l'intera distribuzione dei dati nei due casi, riportata in figura. Come si vede, il percorso cittadino presenta una forte variabilità dei dati, perché è molto influenzato (oltre che poco prevedibile) dal traffico; il percorso di campagna invece richiede un tempo praticamente costante. Visto l'alto numero di difetti nel caso del percorso cittadino, è evidente che quello di campagna è decisamente preferibile dal punto di vista dell'impiegato. La risposta fondata sul semplice paragone delle medie viene quindi ribaltata.

## Storia
Nel corso degli anni settanta e della prima metà degli anni ottanta molte società impegnate nel settore tecnologico conobbero una rapida crescita e un consistente sviluppo. Ciò fu garantito principalmente dalla possibilità di innovare continuamente e in tempi brevi i propri prodotti, grazie alla notevole disponibilità di risorse tecnologiche. 
In questo scenario di accesa competizione sul piano dell'innovazione tecnologica, l'attenzione era rivolta, in misura crescente, verso la fase di progettazione e di realizzazione del prodotto, tendendo a trascurare le aspettative del cliente. La presa di coscienza di un imminente scollamento dal mercato, inteso come esigenza del consumatore, cominciò a evidenziare che il successo avrebbe arriso a quelle aziende che non si fossero impegnate esclusivamente sul terreno della tecnologia, ma che fossero state in grado di intendere, nelle sue molteplici sfaccettature, le caratteristiche della domanda, indirizzando verso di essa lo sviluppo tecnologico.

### Il caso Motorola
In questo contesto Motorola è stata una delle prime aziende che si sono distinte per aver intuito la necessità di far guidare la tecnologia dal mercato e dal cliente. Puntando in questa direzione, l'obiettivo fondamentale diventò la Total Customer Satisfaction. Soddisfare completamente il cliente significa non solo accogliere, ma superare ogni sua richiesta; non significa semplicemente fornirgli un prodotto soddisfacente, ma significa assicurargli assistenza tecnica, disponibilità di prodotti, competenza da parte dei rappresentanti e altro ancora. La mancata soddisfazione del cliente, sia egli il consumatore finale o il responsabile della fase di processo successiva, equivale a generare un difetto. Allora, è proprio dal numero di difetti per unità che si quantifica la qualità del prodotto: la riduzione dei difetti non solo permette di ridurre il tempo di ciclo per unità, ma si traduce anche in un minor numero di difetti nel prodotto finito; il risultato netto è una maggiore soddisfazione del cliente e una diminuzione dei costi di garanzia e di produzione per ogni singola unità.
È nel 1987 quindi che, in questo quadro evolutivo dell'azienda, trova applicazione il Sei Sigma, il cui padre è da individuarsi in Bill Smith, senior engineer and scientist del settore prodotti per la comunicazione, ideatore delle statistiche che rappresentavano l'origine di quella che sarebbe diventata la cultura del Sei Sigma. Bill Smith trovò il sostegno di Bob Galvin, CEO dell'azienda, che lo spronò ad andare avanti affinché il Sei Sigma divenisse l'elemento portante della cultura aziendale. A breve distanza di tempo Jack Germaine, Senior Vice President della Motorola, fu nominato direttore della qualità ed esordì puntando a rendere operativa la filosofia Sei Sigma a tutti i livelli della compagnia.
Il piano di Motorola per il conseguimento degli obiettivi Sei Sigma partì sulla base di un esistente progetto fondato su un SPC (Statistical Process Control): questo, pur non avendo carattere di originalità, fu certamente responsabile di una buona conoscenza e fiducia nei mezzi statistici anche nella struttura dirigenziale. Nel corso del 1987 la compagnia tenne un corso rivolto a tutti gli ingegneri mirato a preparare il personale al lancio del nuovo progetto. 
In breve tempo si diffusero all'interno dell'azienda i concetti base: il linguaggio della qualità divenne comune, un terreno sul quale tutti erano disposti a confrontarsi e sul quale tutti riuscivano a muoversi con un certo agio. Si assistette alla nascita di una vera e propria cultura della qualità che permeò l'intera azienda. Il passo successivo era quello di rendere operativo il programma.
A ciascun dipartimento venne chiesto di stilare un piano quadriennale di incremento del livello qualitativo. I piani dovevano prestare particolare attenzione a quegli aspetti che interessavano direttamente la soddisfazione del cliente. Al termine di ogni annata fu assegnato a ciascun responsabile il compito di rivedere e ritoccare i progetti a seguito dell'analisi dei risultati intermedi registrati regolarmente a intervalli quadrimestrali.
Una delle difficoltà maggiori fu indubbiamente quella di trasformare un'azienda organizzata per funzioni in una struttura integrata orizzontalmente. Infatti, fino ad allora Motorola era organizzata con una forte integrazione verticale, che generava dei compartimenti stagni e larghe zone d'ombra non assegnate a nessuno, con impatto disastroso sul cliente finale. 
Il coinvolgimento di tutte le attività nello sviluppo delle strategie aziendali portò a una maggiore integrazione orizzontale per processi, invece che per funzioni, con un impatto positivo sulla qualità del prodotto. 
Un altro accorgimento fu di assegnare premi alle squadre, gruppi o persone che avevano ottenuto i migliori tre risultati in termini di miglioramento della propria attività; questo contribuì a contrastare lo scetticismo nella nuova filosofia.
Si era però venuta a creare una differenza tra Motorola e i suoi fornitori; nacquero perciò una serie di attività didattiche che diedero ai fornitori la conoscenza e gli strumenti per promuovere a loro volta un miglioramento di qualità.

### Risultati
Questo programma, che ha portato al raggiungimento della situazione Sei Sigma già nel 1992, condusse a un periodo di crescita e di vendite mai registrato in precedenza e portò la Motorola ad aggiudicarsi alcuni premi nazionali nel campo della qualità. 
Oggi si può fare un parziale bilancio; si può affermare che il successo del Sei Sigma sia andato ben oltre le più ottimistiche previsioni. Inoltre, il Sei Sigma è un fenomeno vivissimo, le cui prospettive di sviluppo sono ancora in gran parte da scoprire. 
Il metodo è infatti in continuo sviluppo, alla ricerca di nuovi strumenti statistici per facilitare l'avvicinamento agli obiettivi Sei Sigma. Nel frattempo Motorola è stata individuata come riferimento internazionale per la qualità totale.
Oggi, il Sei Sigma gode di un sempre crescente favore presso i circoli finanziari, più di quanto non avvenga per altri tipi di gestione della qualità, come la Qualità totale e la conformità alle ISO 9000. Questo accade non tanto per la maggiore efficacia dello strumento in sé, quanto per la facile lettura in termini di ricaduta finanziaria che esso consente.
Infatti il Sei Sigma è non solo un'iniziativa rivolta alla qualità, ma anche alla parte economica, come solo le ultime versioni delle ISO 9000 cominciano a essere. Per la prima volta, la responsabilità non è demandata al solo reparto di qualità ma a tutti i lavoratori. Ora il ruolo dell'Assicurazione di qualità non è più critico, ma di supporto, fornendo i mezzi e la consulenza per il raggiungimento degli obiettivi.

## Il metodo
La teoria afferma che l'obiettivo da raggiungere è quello di avere 6 deviazioni standard tra il limite superiore di specifica e il centro della produzione e altrettanto tra questo e il limite inferiore. In altre parole, la produzione deve avere una deviazione standard non superiore a un dodicesimo della larghezza delle specifiche. 
Nella pratica, questo principio spesso non viene applicato in modo rigoroso; la metodologia viene quindi vista come un metodo generale per la riduzione dei difetti. Sotto questo punto di vista, viene anche applicata in ambienti non produttivi in senso stretto (per esempio, ai servizi), dove non viene usata tenendo rigorosamente conto degli aspetti statistici.
Dal punto di vista operativo il Sei Sigma non è altro che un'applicazione rigorosa, fortemente orientata all'obiettivo e altamente efficiente, di tecniche statistiche e principi di qualità; la metodologia fa ampio uso dei mezzi propri della tradizione della qualità aziendale, puntando a renderli più efficaci con lo scopo di giungere a una performance globale pressoché esente da difetti. 
Molti punti del programma dettagliato si troveranno anche nelle norme volontarie ISO 9000.

### Miglioramento di processi esistenti
Il metodo applicato per migliorare processi già esistenti e funzionanti si svolge secondo i seguenti passi:
- Definire. In questa fase il gruppo di lavoro deve identificare il processo o prodotto da migliorare, tradurre i bisogni del cliente in requisiti (detti in inglese CTQ – Critical to Quality), identificare i partecipanti necessari per il progetto e sviluppare una pianificazione di alto livello. Al termine solitamente si richiede alla Direzione l'approvazione a procedere.

I principali strumenti utilizzati in questa fase sono:
- diagramma di flusso
- diagramma di Gantt
- dentro o fuori dalla cornice

- Misurare. Questa fase consiste nella valutazione dell'attuale livello di prestazione del processo o prodotto relativamente ai requisiti individuati. Occorre dapprima individuare e validare un adeguato sistema di misura, poi effettuare la misura. Infine, per confronto dei risultati con gli standard richiesti, si può calcolare l'attuale livello di sigma.

Si utilizzano tipicamente:
- statistica descrittiva
- campionamento
- test di Ripetibilità-Riproducibilità (Gage R&R)

- Analizzare. Sulla base dei dati misurati, si applicano le tecniche statistiche per individuare le cause dei difetti e per quantificare in che misura ogni causa (o l'interazione tra più cause) influenza il requisito studiato e la sua varianza.

Gli strumenti utilizzati sono numerosi, alcuni tra i più comuni sono qui elencati:
- analisi della varianza (ANOVA)
- istogramma di Pareto
- regressione
- correlazione
- stratificazione

- Migliorare (Improve). Questa è la fase in cui si propongono e si mettono in pratica i miglioramenti: solo dopo aver compreso a fondo le cause dei difetti. È infatti una prerogativa del Sei Sigma quella di evitare che si salti immediatamente alle soluzioni. Occorre creare un ventaglio di possibili soluzioni agendo direttamente sulle cause più importanti, effettuare un'analisi di costi e benefici, valutare la necessità e le modalità di eventuali esperimenti o test pilota.

Per selezionare la soluzione migliore, si utilizzano frequentemente:
- FMEA (Failure Modes and Effects Analysis)
- DOE (Design of Experiments - Progettazione degli Esperimenti)
- Analisi costi-benefici

- Controllare. In questa fase si tiene sotto controllo il processo, al fine di standardizzarlo e stabilizzarlo. Si quantifica l'entità del miglioramento e si intraprendono azioni di supporto come la redazione delle procedure definitive e l'addestramento del personale.

Si possono utilizzare i seguenti strumenti:
- Diagramma di controllo
- Piano di controllo della qualità

Dalle iniziali delle fasi, questo metodo è indicato con l'acronimo DMAIC.
A queste sono state successivamente aggiunte:
- Recognize: messa a punto della strategia di intervento, (livello zero del DMAIC);
- Standardise: definizione e codifica della best practice, (livello sei del DMAIC);
- Integrate: azioni complementari a supporto della filosofia adottata, (livello sette del DMAIC).

### Nuovi processi
Nel caso di nuovi processi ancora da progettare, i passi precedenti, pur avendo lo stesso significato, possono essere modificati come segue:
- D efinire il processo e individuare dove potrebbe non raggiungere le aspettative del cliente;
- M isurare il processo e determinare se questo raggiunge le aspettative del cliente;
- A nalizzare le opzioni necessarie per soddisfare il cliente;
- D esign (Progettare) cambi al processo in modo da soddisfare il cliente;
- V erificare che i cambi effettuati abbiano raggiunto le aspettative del cliente.

Dalle iniziali, questo approccio è indicato con l'acronimo DMADV. Da notare come questi passi siano strettamente legati a quanto il cliente desidera dal prodotto / servizio.

## PerchéSei Sigma
Secondo la distribuzione normale, solo due parti per miliardo cadono di là da una distanza di sei sigma dal valore centrale, differente dalle 3,4 parti per milione indicate dal metodo Sei Sigma. In particolare, tale valore corrisponde a un intervallo di 4,5 sigma, fornendo quindi una deviazione di 1,5 sigma dal teorico. Tale deviazione viene introdotta per tener conto delle approssimazioni dei modelli, dato che spesso i processi produttivi non presentano distribuzioni normali; inoltre, gli strumenti usati per tenere sotto controllo i processi reagiscono necessariamente dopo un certo periodo, durante il quale tali processi forniscono distribuzioni con code da una sola parte della distribuzione. Se non si tenesse conto di questo effetto, il numero di difetti per milione sarebbe più alto.
Tuttavia, l'introduzione di questa deviazione di 1,5 sigma è stata criticata, soprattutto perché spesso viene applicata a torto. Spesso infatti, gli utilizzatori del sistema Sei Sigma aggiungono semplicemente 1,5 sigma al loro valore misurato. Un simile errore è dovuto alla mancata comprensione del problema. Se infatti i calcoli vengono effettuati con dati a breve termine, dove con buona probabilità la deviazione non esiste, allora si deve sottrarre 1,5 sigma dal risultato per tener conto della deviazione potenziale. Per lo stesso motivo, se vengono usati dati a lungo termine, lo shift del processo vi sarà già compreso, per cui non sarà necessario aggiungere o togliere la correzione.
Un'altra obiezione comune è che la scelta di 1,5 sigma sia arbitraria o che persino sia stata introdotta per motivi di migliore comunicazione (sei sigma si presenta meglio di 4,5 sigma, ma senza l'obiettivo irraggiungibile dei 2 difetti per miliardo). Tuttavia, dalla documentazione originale di Motorola, si troverebbe che, con un campione di 4 unità, il punto in cui diventa visibile una deviazione è proprio di 1,5 sigma, per cui sembra che tale numero non sia stato preso a caso.

## Sei Sigmae l'ambiente
Nel 2006 l'Agenzia di Protezione Ambientale (EPA) statunitense ha prodotto il primo manuale che integra i metodi Lean e Sei Sigma con l'ambiente. Il metodo Sei Sigma dovrebbe naturalmente comportare una salvaguardia ambientale in quanto ha l'obiettivo di ridurre sprechi di risorse, tra cui rientrano di diritto risorse ambientali quali acqua e energia.

## Ruoli richiesti per l'implementazione delSei Sigma
Sono stati identificati cinque ruoli per una corretta implementazione del Sei Sigma nelle aziende.
- Executive Leadership - comprende l'Amministratore Delegato e altri membri chiave dell'Alta Direzione. Essi hanno la responsabilità di creare una visione aziendale del Sei Sigma. Inoltre assicurano che gli altri ruoli abbiano la libertà d'azione e le risorse necessarie per esplorare nuovi filoni di miglioramento.
- Champions – sono responsabili dell'implementazione del Sei Sigma in modo integrato tra le varie funzioni. Sono scelti dall'Executive Leadership tra le posizioni dirigenziali di alto livello.
- Master Black Belts – sono risorse interne, selezionate dai Champions, che agiscono come esperti e come guida per l'organizzazione del Sei Sigma. Sono impiegati in questo ruolo a tempo pieno. Assistono i Champions e guidano le Black Belts e le Green Belts. Individuano nuovi progetti da sviluppare, curano l'integrazione dei progetti tra le varie funzioni aziendali e assicurano la corretta e rigorosa applicazione delle tecniche statistiche nei progetti in corso.
- Black Belts – operano sotto la guida delle Master Black Belts per applicare il Sei Sigma su progetti specifici, anche guidando le Green Belts. Sono impiegati in questo ruolo a tempo pieno. Il loro lavoro è focalizzato sull'esecuzione dei progetti, mentre le Master Black Belts sono principalmente orientate verso l'individuazione di nuove aree di miglioramento.
- Green Belts – sono impiegati che, in aggiunta alle proprie specifiche responsabilità e ruoli, dedicano una parte del proprio tempo all'esecuzione di progetti Sei Sigma.

## Critiche

### Assenza di originalità
L'affermato esperto di qualità Joseph M. Juran ha descritto Sei Sigma come "una banale versione di miglioramento delle prestazioni", affermando che "non vi è alcunché di nuovo. [...] Hanno adottato termini più sgargianti, come le cinture con i differenti colori. [...] Ripeto, non è un'idea nuova. La ASQ (American Society for Quality) ha istituito le certificazioni molto tempo fa, come per l'ingegneria dell'affidabilità."